# Heinz Kreutzmann
Heinz Kreutzmann (* 23. September 1919 in Darmstadt; † 14. November 2005) war ein deutscher Politiker (GB/BHE, GDP, ab 1967 SPD). Er war von 1965 bis 1983 Mitglied des Deutschen Bundestages und von 1979 bis 1982 Parlamentarischer Staatssekretär beim Bundesminister für innerdeutsche Beziehungen.

## Leben und Beruf
Kreutzmann war der Sohn eines Berufssoldaten und Militärmusikers. Er besuchte das Alte Kurfürstliche Gymnasium in Bensheim und das Gymnasium in Dieburg, legte 1938 das Abitur ab und leistete im Anschluss Wehrdienst. Ab 1939 nahm als Soldat am Zweiten Weltkrieg teil, aus dem er 1941 aufgrund einer schweren Verwundung zurückkehrte. 1942 begann er ein Studium der Geschichte, Kunstgeschichte, Germanistik und Theaterwissenschaft an der Universität Frankfurt, das er jedoch bereits 1943 aufgrund seiner Abkommandierung zum Garnisonsdienst im Reichsgau Sudetenland unterbrechen musste. Bis zum Kriegsende 1945, als er in US-amerikanische Gefangenschaft geriet, war er als Garnisonssoldat in Budweis und Marienbad stationiert. Die Kriegsgefangenschaft verbrachte er zunächst in Straßberg und von Mai bis zu seiner Entlassung im Juli 1945 in Diez.
Kreutzmann, der 1945 mit seiner Familie aus der Tschechoslowakei ausgewiesen worden war, verdiente seinen Lebensunterhalt zunächst als Hilfsarbeiter in einer Metallwarenfabrik. 1946 setzte er sein in Frankfurt begonnenes Studium an der Universität Göttingen fort, das er 1948 abschloss. Von 1948 bis 1958 war er als Redakteur und Chefredakteur bei Tages- und Wochenzeitungen in München, Bielefeld und Bonn tätig. 1951 erfolgte seine Promotion zum Dr. phil. an der Universität Göttingen mit der Arbeit Braunschweig und der deutsche Dualismus 1848–1866. Ab 1958 war Kreutzmann Fremdenverkehrsreferent im Hessischen Ministerium für Wirtschaft mit Sitz in Wiesbaden. 1961 wurde er zum Regierungsrat, 1962 zum Oberregierungsrat und 1965 zum Regierungsdirektor befördert. Zuletzt übernahm er im Wirtschaftsministerium Aufgaben als Kabinetts- und Pressereferent.

## Partei
Kreutzmann schloss sich 1950 der Vertriebenenpartei GB/BHE an. Er wurde Kreisvorsitzender in Detmold und war stellvertretender Landesvorsitzender der Partei in Nordrhein-Westfalen. Von 1956 bis 1957 fungierte er als Pressereferent der GB/BHE-Bundestagsfraktion. Ab 1958 war er Mitglied des GB/BHE-Parteipräsidiums. Nach dem Zusammenschluss der DP mit dem GB/BHE zur GDP wurde er 1961 Mitglied des geschäftsführenden Bundesparteivorstandes. Von 1965 bis zu seinem Parteiaustritt 1966 war er stellvertretender Landesvorsitzender der GDP Hessen.
Im Januar 1967 trat Kreutzmann in die SPD ein. Er war Mitglied im Vorstand des SPD-Unterbezirks Schwalm-Eder und Mitglied im Vorstand des SPD-Bezirks Hessen-Nord.

## Abgeordneter
In den 1950er Jahren war Kreutzmann für den GB/BHE Stadtverordneter in Lage.
Von 1965 bis 1983 war Kreutzmann Mitglied des Deutschen Bundestages. Nachdem er als GDP-Mitglied zunächst als Gast der SPD-Fraktion dem Bundestag angehörte, trat er am 1. Februar 1967 in die SPD-Bundestagsfraktion ein.
Von 1965 bis Juni 1967 war er Mitglied des Ausschusses für gesamtdeutsche und Berliner Fragen sowie des Ausschusses für Kriegs- und Verfolgungsschäden, von Juni 1972 bis 1976 und erneut von Mai 1982 bis 1983 Mitglied des Auswärtigen Ausschusses und von 1969 bis Februar 1979 Mitglied des Ausschusses für innerdeutsche Beziehungen. Vom 16. Juni 1982 bis zu seinem Ausscheiden aus dem Bundestag 1983 war er Vorsitzender des Ausschusses für das Post- und Fernmeldewesen.
Heinz Kreutzmann war 1965 als Mitglied der GDP über die hessische Landesliste der SPD in den Bundestag eingezogen. Bei den Bundestagswahlen 1969, 1972 und 1976 gewann er für die SPD jeweils das Direktmandat im Wahlkreis 129 (Fritzlar-Homberg), bei der Bundestagswahl 1980 das Direktmandat im Wahlkreis 127 (Schwalm-Eder).

## Öffentliche Ämter
Von 1963 bis 1969 war Kreutzmann Staatskommissar für die Förderung der hessischen Notstandsgebiete und Zonengrenzkreise.
Am 7. Februar 1979 wurde Kreutzmann als Parlamentarischer Staatssekretär beim Bundesminister für innerdeutsche Beziehungen in die von Bundeskanzler Helmut Schmidt geführte Bundesregierung berufen (Kabinett Schmidt II und Kabinett Schmidt III). Anlässlich einer Kabinettsumbildung schied er am 28. April 1982 aus dem Amt.

## Ehrungen
- 1973: Bundesverdienstkreuz 1. Klasse
- 1979: Großes Verdienstkreuz der Bundesrepublik Deutschland
- 1983: Wilhelm-Leuschner-Medaille
- 1984: Großes Verdienstkreuz mit Stern der Bundesrepublik Deutschland
- 1996: Hessischer Verdienstorden